# Цветновский сельсовет
Цветновский сельский совет — муниципальное образование в составе Володарского района Астраханской области, Российская Федерация. Административный центр — село Цветное.

## Географическое положение
Граница сельсовета проходит в юго-восточном направлении по смежеству с Большемогойским сельсоветом от начала реки Анастасьево до впадения её в реку Червяковка, далее по ней на юго-восток до пересечения с ериком Большая Чеченка, затем вниз по нему до пересечения с ериком Лопатино, по его середине на протяжении 2450 м, после границаповорачивает на юго-запад и проходит по суходолу протяженностью 2400 м до реки Рычанская до её впадения в канал Рычанский, по нему до впадения его в Карайский Канал, — граница с Мултановским сельсоветом. Затем граница проходит вниз по Карайскому каналу протяженностью 3000 м, идёт от канала на юго-запад на протяжении 2500 м до границы с Каспийском морем, затем поворачивает по границе с Каспийском морем и идет так 9600 м, затем снова поворачивает на юг и идёт так 8000 м. Далее на юго-запад 500 м до пересечения с Белинским каналом, — это граница с Тишковским сельсоветом. Здесь граница поворачивает на северо-запад и проходит по Белинскому каналу 7000 м, общая с Тишковским сельсоветом часть границы заканчивается и начинается граница с Маковским сельсоветом. Граница идёт (пересекая Белинский канал) на северо-восток по прямой 5000 м до безымянного канала, затем вверх до Малобелинского Банка, вверх по нему до впадения в него реки Коровий, по её середине до пересечения с рекой Белинский Банк, по ней до впадения реки Солонецкий Банк, по ней до пересечения с рекой Пароходская, по ней до пересечения с ериком Каракан, где начинается общая с Алтынжарским сельсоветом граница. Здесь граница проходит вверх по реке Пароходская до её впадения в реку Ужна, вверх по ней до её впадения в реку Тепленькая и по ней до пересечения с рекой Мазенка, потом до впадения в неё реки Терновая, где смежество с Алтынжарским сельсоветом заканчивается и начинается смежество с Крутовским сельсоветом. Здесь граница проходит вверх по реке Мазенка, пересекает мост через неё и далее вверх до её впадения в реку Сорочья, по ней на протяжении 2130 м, где общая граница с Крутовским сельсоветом заканчивается и начинается смежество с Большемогойским сельсоветом. Здесь граница проходит по реке Сорочья до впадения её в реку Анастасьева и до первоначальной точки

## История
До 1918 года с. Цветное входило в Дмитриевскую волость, с 1918 г. по 1919 г. была центром новосозданной Цветновской волости. В 1919 году был образован Цветновский сельсовет Зеленгинской волости Астраханского уезда, который в июле 1925 года перешёл в Могойский район, после (в 1926 году) вошёл в состав Зеленгинского района, перешёл к Володарскому району в 1931 году, в военный 1944 год вернулся в Зеленгинский район, оказался в составе Красноярского района в 1963 году, и вновь был присоединён к территории Володарского района в 1965 году.
Муниципальное образование «Цветновский сельсовет» образовано 1 ноября 1996 года решением Представительного Собрания муниципального образования «Цветновский сельсовет» в соответствии с Законом Астраханской области «О местном самоуправлении в Астраханской области».

## Население
| 2010  | 2012  | 2013  | 2014  | 2015  | 2016  | 2017  |
| ----- | ----- | ----- | ----- | ----- | ----- | ----- |
| 2493  | ↗2507 | ↘2487 | ↗2521 | ↗2530 | ↘2511 | ↘2483 |
| 2018  | 2019  | 2020  | 2021  |       |       |       |
| ↘2455 | ↘2427 | ↘2411 | ↘2245 |       |       |       |

Население сельсовета на 2010 год — 2493 человека, из них мужчины — 1206 человек (48,4 %), и женщины 1287 человек (51,6 %).

## Состав
В состав поселения входят следующие населённые пункты:
| Населённый пункт        | Население, человек (2010) |
| ----------------------- | ------------------------- |
| Цветное, село           | 1121                      |
| Алексеевка, село        | 233                       |
| Зелёный Остров, посёлок | 171                       |
| Разино, село            | 23                        |
| Сорочье, село           | 945                       |

## Хозяйство
Промышленное производство на территории МО «Цветновский сельсовет» представлено следующими организациями: ООО «Русский стиль — Просет Дельта», РА «ЮГ-2000», РА «ЮГ», колхоз имени ХХ партсъезда, ПСК РА «Стрежень», НП ОАО «Каспий».
Количество магазинов розничной торговли на начало 2011 года — 18. Число личных подсобных хозяйств — 772. Общее поголовье скота на территории сельсовета составляет 1656 головы.